# Pueblo Buena Parada

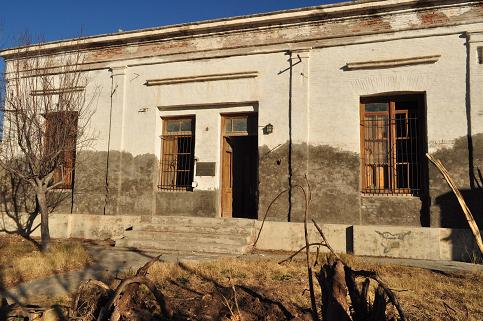
Buena Parada:primer edificio municipal

Buena Parada, inicialmente declarado “pueblo” y actualmente barrio Buena Parada, se encuentra en el departamento Pichi Mahuida y su capital se establece en Río Colorado, conocido antiguamente como distrito Adolfo Alsina.
En 1879 año en que comienza la Campaña del Desierto que recorre el norte del valle del Colorado; en 1900 se subdividen los pueblos se inicia la ocupación de tierras beneficiadas por el ferrocarril Sud, este afianzándose en la actividad económica: la ganadería lanar. En 1915 el gran año de la inundación deja como consecuencia el traslado hacia Río Colorado no solo de las autoridades, sino también aquellas personas que lo perdieron todo.

## Ubicación geográfica
El departamento Pichi Mahuida se halla emplazado en el ángulo NE de la provincia de Río Negro. Su límite N., recorrido por el curso del río Colorado, es la frontera natural que lo separa de la provincia de La Pampa. El área que abarca (15.378 km²), representa el 7,4% del total provincial.Ni totalmente húmedo y llano, ni totalmente estéril y amesetado, se encuentra en una zona intermedia y de transición entre los ambientes pampeano y patagónico. Su ubicación geográfica en el centro sudeste de la República Argentina, es de fundamental importancia. Equidista de la zona portuaria e industrial de Bahía Blanca y del emporio agrícola y fabril del Alto Valle del Río Negro. Esta posición intermedia entre los dos polos de desarrollo, favorecido por el hecho de estar vivificado por las aguas del río Colorado, le han conferido características relevantes.

## El Pueblo y la actividad económica
La población vernácula del distrito, aquella que eligió espontánea y libremente el lugar para establecerse: gauchos, indígenas incorporados a la vida ciudadana, alguna familia de negros llegada de la zona de Patagones, millicos que estuvieron en la línea de frontera o participaron en la expedición al desierto, y los primeros extranjeros que entraron por los puertos de Bahía Blanca y/o Buenos Aires, principalmente vascos franceses y vasco-franceses. Emplazada en un amplio y fecundo valle y próxima a un paso indio fácilmente accesible el de Buena Parada transitado por los carros que traían la mercadería y cargas desde Bahía Blanca antes del tendido de los rieles, proporcionando así lo necesario para sus pobladores. Estos decidieron instalarse allí y construir sus viviendas cuando tuvieron noticias de que el ferrocarril pasaría por las inmediaciones.

## Historia
A principios de 1900 el paraje vislumbraba con un brillante porvenir.Con asiento de autoridades donde comienzan a funcionar distintas instituciones; municipios, escuela, capilla, comisaría y juzgado de paz. El 29 de marzo, de 1901 fue declarado “pueblo” y cabecera del Departamento Adolfo Alsina, por el entonces presidente Julio A. Roca. Más tarde el pueblo contaría con la rama de ferrocarril (Neuquén – Bahía Blanca) que se inaugura 1897. No obstante tendría su episodio más dramático a principios de 1915 por acción natural de la inundación que arrastró y destruyó todas edificaciones existentes, ocasionando el traslado de las autoridades e instituciones. Además se instaló aquí la primera escuela pública, la nacional nº 14. Debido a la ubicación del pueblo a orillas del Río Colorado, en terrenos bajos e inundables, todos los años en la época del deshielo estival, las aguas salían de cauce y anegaban las calles. En crecidas más pronunciadas podían llegar por el camino paralelo a las vías, hasta las proximidades de la estación Río Colorado. Por este motivo el consejo municipal construyó un terraplén para detener el avance de las aguas. Las viviendas primitivas de adobe fueron reemplazadas por otras de madera, y más tarde de material, la mayoría sin revocar, algunas de las cuales todavía se conservan.

## Economía

### Pesca
El río, muy poblado de peces apetecibles, generaba una interesante actividad económica: la pesca comercial y de subsistencia. Se extraía mediante butrones instalados en las márgenes del río y se vendían en la localidad.

### Agricultura
La aptitud del suelo virgen y la disponibilidad de agua determinan la plantación de algunos frutales, hortalizas y forrajeras; su consumo local y vecinal. En la sección quintas y chacras comenzaron las primeras prácticas.

## Ganadería lanar
Si bien se vislumbraban algunas tentativas de iniciar la agricultura en el valle, la actividad preponderante del distrito era la ganadería lanar. La mensura de las tierras y la introducción del alambrado marcan la etapa decisiva en la ocupación efectiva de los campos.
Esta nueva actividad originó el arribo de cuadrillas de vascos alambradores y jagüeleros, con los que apareció un nuevo tipo de trabajador rural que alcanzó reconocida fama por su fortaleza y laboriosidad. Muchos de estos vascos se quedaron en el lugar, primero como habilitados, luego arrendando una parcela de tierra y por último convirtiéndose en propietarios.

## Servicios básicos
En general, los habitantes obtenían el agua del río, aunque los más pudientes hicieron perforaciones en el patio de sus casas para instalar molinos o bombas que extraían el agua subterránea. La empresa del ferrocarril, en las proximidades del puente ferroviario, sacaba el agua del río por medio de una bomba, la almacenaba en depósito especiales y de allí, por medio de un caño se trasladaba a la estación donde se acumulaba en un gran tanque para el consumo de trenes, del personal e incluso de los vecinos aledaños. Para la calefacción recurrían a leña hecha con especies arbustivas del monte natural. En las viviendas, las cocinas económicas funcionaban con leña y contaban con un horno y un tanque lateral para calentar agua. Las calles flanqueadas por tamariscales en terrenos baldíos e iluminadas por faroles de kerosén o querosén, eran de tierra y durante las lluvias o inundaciones del verano se hacían intransitables. La salud de los pobladores era controlada por los servicios de un médico, Pérez Font, y un farmacéutico, Baltazar Rieffesthald.

## Vida cultural
En general, la vida de sus habitantes se desenvuelve sin mayores alternativas, animadas por tertulias familiares y fiestas campestres. Un acontecimiento de excepción resultan las romerías españolas e italianas, que se realizan en terrenos baldíos, con instalación de carpas, kioscos y sinceros despliegues de alegría; dura generalmente tres días y son animadas, a veces por una banda traída de Bahía Blanca. 
Inundación.- El agua sube dejando marcas de altura y desolación,(foto derecha marca la altura del agua en la estación Río Colorado, el cartel a 1,09 m de altura sobre el nivel de la plataforma). Pero la fuerza esperanzada de sus pobladores, se alza sobre la fuerza inesperada del agua y, ya en febrero comienza la reconstrucción. Reconstruir el pueblo no solo desde lo edilicio o los sembrados, sino desde lo institucional, porque serían las instituciones las que posibilitarían todo lo demás. La reestructuración política del territorio de Río Negro —con la creación de un nuevo departamento Pichi Mahuida y una capital para el asiento de las autoridades, Río Colorado— precipita los acontecimientos.

## Patrimonio histórico y cultural provincial
La Legislatura de la Provincia de Río Negro :Declaración Patrimonio Histórico y Cultural Provincial-declara patrimonio histórico y cultural provincial y de interés social al primer edificio municipal de la ciudad Río Colorado que funcionó en el paraje Buena Parada, actualmente barrio que lleva el mismo nombre.